# Tylomys watsoni
Tylomys watsoni is een zoogdier uit de familie van de Cricetidae. De soort komt voor in zuidelijk Midden-Amerika.

## Naamgeving
De wetenschappelijke naam van de soort werd voor het eerst geldig gepubliceerd door Oldfield Thomas in 1899.

## Verspreiding
Tylomys watsoni leeft in regenwouden van zeeniveau tot op 2.700 meter hoogte. Het verspreidingsgebied loopt van noordelijk Costa Rica tot het oosten van Panama. In Costa Rica ontbreekt Tylomys watsoni in het droge noordwesten.

## Uiterlijk
Tylomys watsoni heeft een kopromplengte van 18 tot 26 cm, een staart van 22 tot 29 cm lang en een gewicht van ongeveer 230 gram. De lange, dichte, fijnbehaarde vacht is blauw- tot bruingrijs op de rug. De staart is half zwart en half wit van kleur.

## Leefwijze
Tylomys watsoni is een nachtactief en solitair levend dier dat zowel in de bomen als op de bosbodem leeft. Dit knaagdier eet fruit, zaden, bladeren, korstmossen en schors.

## Fossiele vondsten
Fossiele tanden van Tylomys watsoni zijn gevonden in La Palmera de San Carlos in de Costa Ricaanse provincie Alajuela en dateren uit het Laat-Pleistoceen. Op dezelfde locatie zijn ook tanden van Proechimys semispinosus, Reithrodontomys mexicanus en Sigmodon "hispidus" gevonden.